# 1534
Năm 1534 (số La Mã: MDXXXIV) là một năm thường bắt đầu vào thứ năm (liên kết sẽ hiển thị đầy đủ lịch) trong lịch Julius.